# دارين باول (لاعب كرة قدم)
دارين باول (بالإنجليزية: Darren Powell)‏ هو لاعب كرة قدم ومدرب كرة قدم بريطاني، ولد في 1972 في نوتنغهام في المملكة المتحدة. لعب مع Salem City FC ‏.